# Estrutura da Igreja Adventista do Sétimo Dia

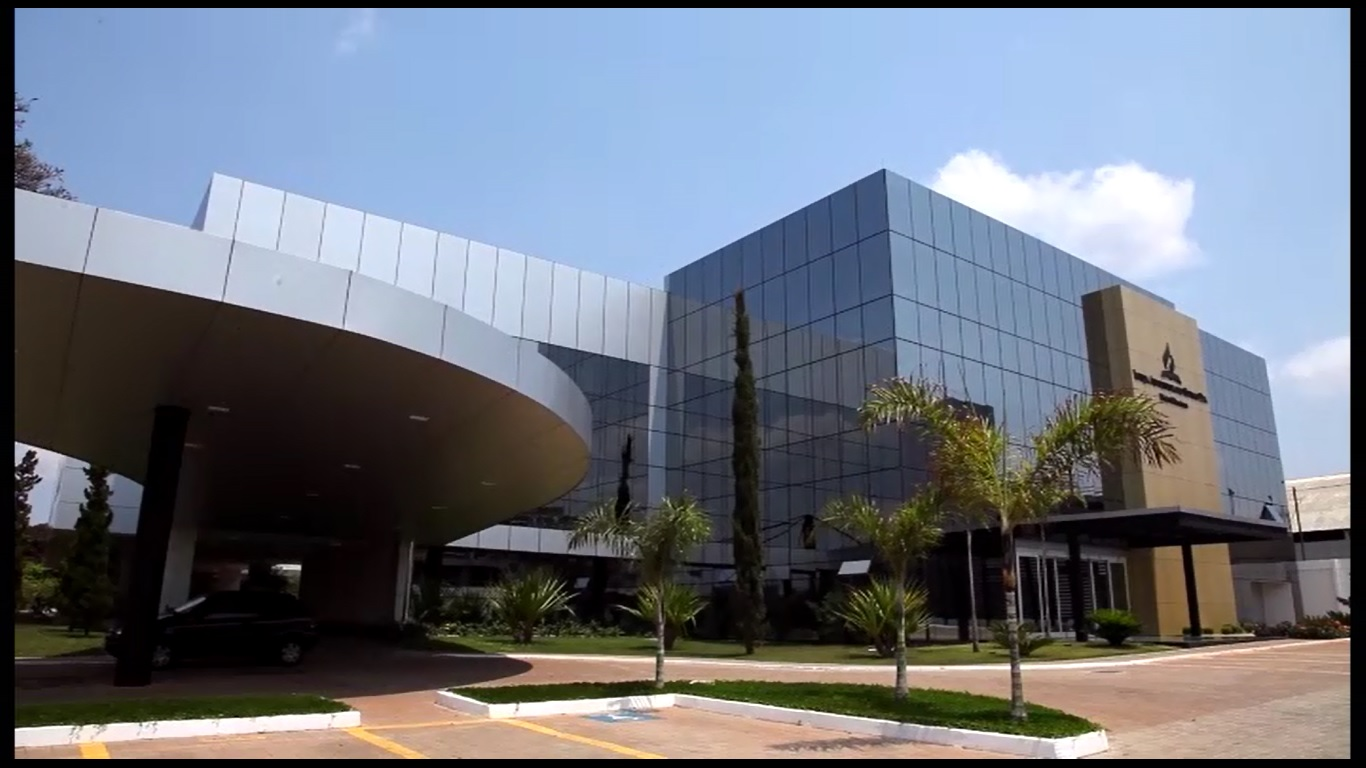
Divisão Sul-Americana da IASD

A forma de administração da IASD é representativa, misturando elementos episcopais  (ou hierárquicos) e presbiterianos. Todos os representantes oficiais são eleitos a partir dos níveis mais básicos da igreja em nível sucessivo e nenhum cargo é permanente, embora possa haver reeleição.

## Organização
A comunidade local da igreja é o nível fundamental da estrutura organizacional e constitui na face pública da igreja. Todo adventista batizado é membro de uma igreja local e tem poder de voto naquela comunidade. Um número de cargos existem na igreja local, e são exercidos em geral (com exceção do pastor ou ministro, geralmente distrital) de forma voluntária. Os cargos que necessitam de ordenação (consagração através da imposição das mãos) incluem o pastor, ancião (equivalente ao presbítero), e diácono. Existem também cargos como o de tesoureiro e secretário da igreja, além de outros departamentos associados (chamados de ministérios) atendendo a necessidades distintas da igreja: Diaconisas, Jovens, Música, Escola Sabatina, Mulheres, Crianças e Adolescentes, ADRA local, Desbravadores, Aventureiros, Comunicação, etc. Todos estes cargos, exceto o de pastor, são apontados por voto de uma Comissão de Nomeação, eleita plenariamente pela igreja ou através da Comissão Administrativa da Igreja, que também tem sua composição a partir da membresia local.
Logo acima da igreja local, na estrutura administrativa, está a Associação, Missão ou Campo local. A Associação é uma organização de igrejas em um estado, ou parte dele, que administra e é proprietária dos bens e imóveis da igreja naquela região, além de organizar a arrecadação de dízimos e ofertas tanto para o pagamento dos pastores, obreiros e demais funcionários do campo, como também para enviar parte destes recursos para ajudar no custeio de projetos de evangelização. A Associação também é responsável por nomear e ordenar os pastores. Sua eleição se dá por assembléia de representantes nomeados nas igrejas de sua jurisdição.
Acima da Associação ou Missão está a União, que congrega várias Associações de uma área geográfica. O conjunto das diversas Uniões é chamado de Divisão. Um infográfico intuitivo deste sistema pode ser visto na página da União Portuguesa ou ainda no vídeo sobre como funciona a Igreja Adventistas produzido pela União Central, com sede em São Paulo.
A coordenação geral da administração da estrutura eclesiástica na IASD está a cargo da Associação Geral dos Adventistas do Sétimo Dia, que consiste de 13 divisões. A Associação Geral é a autoridade final da igreja no delineamento de prioridades e metas, administração de projetos missionários e de instituições. A mesma é chefiada por um presidente e uma equipe de vices-presidentes. Atualmente o presidente é o pastor Ted Wilson, filho de um ex-presidente, Pr. Neal Wilson. Cargos mais elevados não implicam preeminência teológica ou espiritual, e os mesmos encargos teológicos pertencem a qualquer pastor em qualquer lugar do mundo. A Associação Geral tem seu escritório em Silver Springs, Maryland, EUA.
Cada organização, exatamente cada uma, deste modo, é governada por uma reunião de Conferência Geral, que ocorre em intervalos pré-estabelecidos. São nelas que decisões gerais, incluindo a escolha de quem deverá ocupar os diferentes cargos para o próximo período. O presidente da Associação Geral é eleito a cada 5 anos. Delegados dessa Conferência geral são eleitos por organizações dos níveis mais básicos. Questões de caráter local são avaliadas e definidas pelas Divisões ou Uniões em suas assembleias ou reuniões de negócios locais com base nos regulamentos aprovados pela Associação Geral, quando necessário.

## Divisões
A Igreja tem 13 Divisões espalhadas pelo mundo.
| Campo                                   | Organização | Localização                             | Presidente          |
| --------------------------------------- | ----------- | --------------------------------------- | ------------------- |
| Conferência Geral da IASD               | 1863        | Silver Spring, Maryland, Estados Unidos | Erton Köhler        |
| Divisão Norte-Americana                 | 1913        | Silver Spring, Maryland, Estados Unidos | Dan Jackson         |
| Divisão Sul-Americana,                  | 1916        | Brasília, Brasil                        | Stanley Arco        |
| Divisão Sul Asiática                    | 1919        | Hosur, Índia                            | John Rathinaraj     |
| Divisão Interamericana                  | 1922        | Miami, Estados Unidos                   | Israel Leito        |
| Divisão Sul do Pacífico                 | 1922        | Wahroonga, Austrália                    | Barry Oliver        |
| Divisão Transeuropéia                   | 1928        | St Albans, Reino Unido                  | Bertil Wiklander    |
| Divisão Euro-Asiática                   | 1990        | Moscou, Rússia                          | Guillermo Biaggi    |
| Divisão Euro-Africana                   | 1971        | Berne, Suíça                            | Mario Brito         |
| Divisão Pacífico Norte Asiático         | 1997        | Goyang Ilsan, Coreia do Sul             | Alberto Gulfan, Jr. |
| Divisão Pacífico Sul Asiática           | 1997        | Cavite, Filipinas                       | Jairyong Lee        |
| Divisão Centro-Oeste Africana           | 2003        | Abidjan, Costa do Marfim                | Elie WEIK           |
| Divisão Centro-Leste Africana           | 2003        | Nairobi, Quênia                         | Blasious Ruguri     |
| Divisão África Meridional Oceano Índico | 2003        | Pretoria, África do Sul                 | Paul Ratsara        |